# Émile Picot

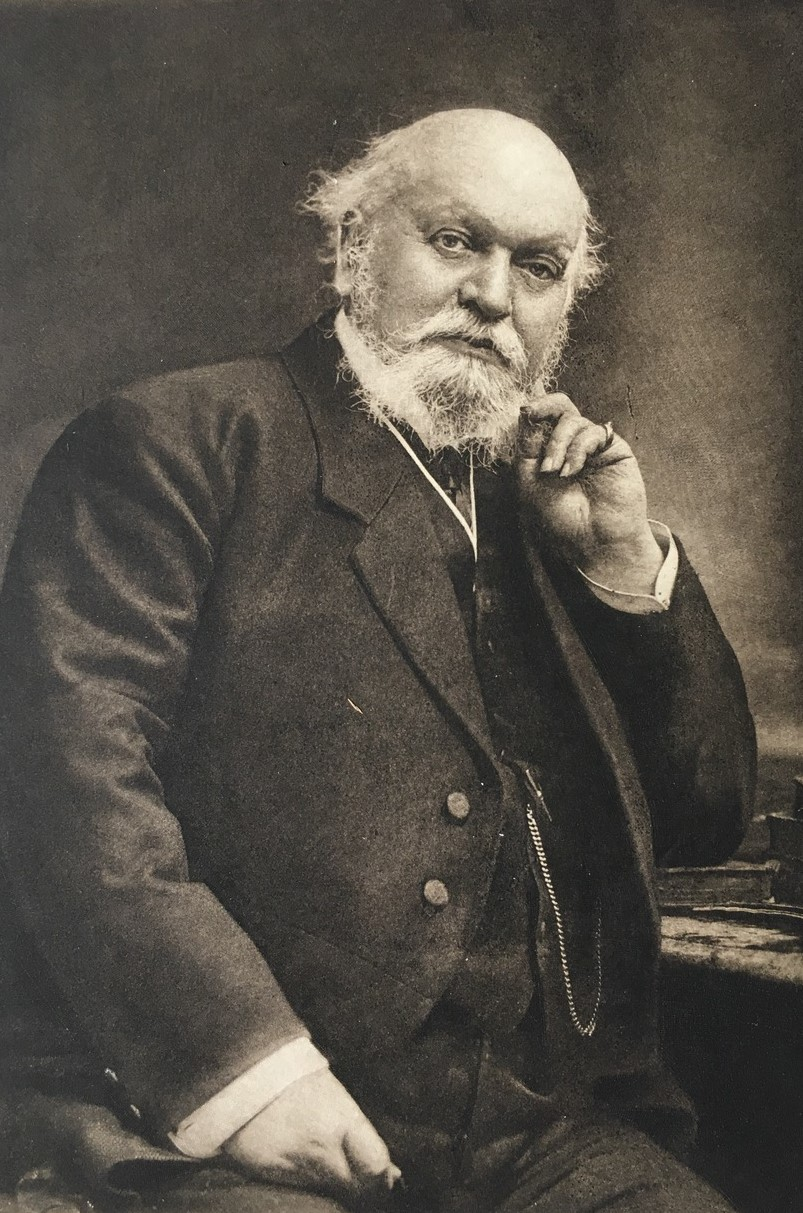

Émile Picot (* 13. September 1844 in Paris; † 24. September 1918 in Saint-Martin-d’Écublei, Département Orne) war ein französischer Romanist und Rumänist.

## Leben und Werk
Picot schloss 1865 ein Jurastudium mit der Thèse Des Servitudes établies par le fait de l'homme ab. Dann war er Sekretär und (von 1866 bis 1867) Kabinettschef von Fürst Karl I. (Rumänien), sowie von 1869 bis 1872 Vizekonsul Frankreichs in Temeschwar. Von 1875 bis 1909 besetzte er in Paris an der Ecole des langues orientales vivantes (Institut national des langues et civilisations orientales oder Langues O) den ersten westeuropäischen Lehrstuhl für Rumänisch. 1874 war er Mitgründer der Société des anciens textes français (mit Gaston Paris, Paul Meyer, James Nathan de Rothschild, 1844–1881, und anderen). 1897 wurde er in die Académie des inscriptions et belles-lettres aufgenommen. 1909 kaufte er in Saint-Martin d’Ecublei (Département Orne) das Schloss du Mesnil und wurde Bürgermeister der Gemeinde.

## Veröffentlichungen
- (mit J. Hatoulet) Proverbes béarnais,  Paris/Leipzig 1862
- (Übersetzer aus dem Deutschen) Theodor Mommsen,  Mémoires sur les provinces romaines, Paris 1867
- La Question des Israélites roumains, au point de vue du droit, in: Revue historique de droit français et étranger 1868
- Documents pour servir à l’étude des dialectes roumains, in: Revue de linguistique et de philologie comparée 5, 1873
- Les Serbes de Hongrie, leur histoire, leurs privilèges, leur église, Prag 1873
- Les Roumains de la Macédoine, in: Revue d’anthropologie 1875
- Bibliographie cornélienne, ou Description raisonnée de toutes les éditions des oeuvres de Pierre Corneille, des imitations ou traductions qui en ont été faites, et des ouvrages relatifs à Corneille et à ses écrits, Paris 1876, Naarden 1967
- Noëlz de Jehan Chaperon, dit le lassé de repos, publiés d’après l’exemplaire unique de la bibliothèque de Wolfenbüttel, Paris 1878
- La Sottie en France, fragment d’un répertoire historique et bibliographique de l’ancien théâtre français, in: Romania 7, 1878
- (Hrsg. und Übersetzer) Chronique de Moldavie depuis le milieu du XIVe siècle jusqu’à l’an 1594 par Grigore Urechi, Paris 1878–1886, Paris 1973
- (mit Abel Hovelacque und Julien Vincon) Mélanges de linguistique et d’anthropologie, Paris 1880
- (Hrsg. mit Kristoffer Nyrop) Nouveau recueil de farces françaises des XVe et XVIe siècles, Paris 1880, Genf 1968
- (Hrsg.) Théâtre mystique de Pierre Du Val et des libertins spirituels de Rouen, au XVIe siècle, Paris 1882, Genf 1969
- (Hrsg. mit Georges Bengesco [1848–1922]) Alexandre le Bon, prince de Moldavie. (1401–1433), fragment d’une histoire de la Moldavie, Wien 1882
- (mit Paul Lacombe [1848–1921]) Catalogue des livres composant la bibliothèque de feu M. le Baron James [Nathan] de Rothschild [1844–1881], 5 Bde., Paris 1884–1920
- Le Monologue dramatique dans l’ancien théâtre français, in: Romania 15, 16, 17, 1886–1888, Genf 1970
- (Hrsg. mit Arthur Piaget) Œuvres poétiques de Guillaume Alexis, Paris 1896–1908
- Les Italiens en France au XVIe siècle, in: Bulletin italien 1901–1904, 1917, 1918 ; Manziana 1995
- Les Français à l’Université de Ferrare au XVe et au XVIe siècle, in: Journal des savants 1902
- Des Français qui ont écrit en italien au XVIe siècle, in: Revue des bibliothèques 1898–1901
- Les Français italianisants au XVIe siècle, 2 Bde., Paris 1906–1907